# Таппара
«Таппара» (фін. Tappara) — хокейний клуб з м. Тампере, Фінляндія. Заснований у 1942 році як ТБК, з 1955 року носить назву «Таппара». Виступає у чемпіонаті Лійги. 
Домашні ігри команда проводить у Льодовому палаці «Тампере» (7800). Офіційні кольори клубу синій, помаранчевий і білий.

## Досягнення
Лійга
- Чемпіон (20): 1953, 1954, 1955, 1959, 1961, 1964, 1975, 1977, 1979, 1982, 1984, 1986, 1987, 1988, 2003, 2016, 2017, 2022, 2023, 2024
- Срібний призер (13): 1958, 1960, 1963, 1974, 1976, 1978, 1981, 2001, 2002, 2013, 2014, 2015, 2018
- Бронзовий призер (12):  1946, 1947, 1948, 1950, 1951, 1956, 1957, 1962, 1973, 1990, 2008, 2019

Ліга чемпіонів
- Переможець Ліги чемпіонів (1): 2022—23

## Найсильніші гравці різних років
- воротарі: Еско Ніємі, Антті Леппянен, Ханну Камппурі, Маркус Маттссон;
- захисники: Калеві Нуммінен, Пекка Мар'ямякі, Ханну Хаапалайнен, Лассе Літма, Пертті Валкеапяя, Х. Зеландер, Тімо Ютіла, Пекка Лаксола, Ярі Гренстранд, Теппо Нуммінен, Дерек Маєр;
- нападаники: Йоуні Сейстамо, Раймо Суоніємі, Тімо Альквіст, Сеппо Лійтсола, Сеппо Ахокайнен, Юкка Порварі, Пертті Койвулахті, Йорма Севон, Ярі Ліндгрен, Юха Нурмі, Антеро Лехтонен, Ойва Ойеннус, Й. Вехманен, Тімо Сусі, Юкка Алкула, Мартті Яркко, Ерккі Лехтонен, Карі Хейккінен, Янне Оянен, Паулі Ярвінен, Веса Війтакоскі, Олександр Барков.

Найбільші успіхи клубу пов'язані з іменами тренерів Рауно Корпі і Калеві Нуммінена.